# مغز میلیارد دلاری
«مغز میلیارد دلاری» (انگلیسی: Billion-Dollar Brain) یک کتاب از لن دیتون است.
موضوع اصلی این کتاب در مورد یک دانشمند فنلاندی ناشناس و بی‌نام است که تحت تعقیب سازمان اطلاعاتی آمریکا به خاطر یک پرونده محرمانه به نام پرونده ایپکرس تحت تعقیب قرار گرفته بود. بعدها در سال ۱۹۶۷، میلادی از روی این کتاب یک فیلم به کارگردانی مایکل کین ساخته شد.